# Lijst van spelers van Fulham FC
Deze lijst omvat voetballers die bij de Engelse voetbalclub Fulham FC spelen of gespeeld hebben. De spelers zijn alfabetisch gerangschikt.

## A
- Jimmy Aggrey
- Philippe Albert
- Joachim Andersen
- Joe Anderson
- Leon Andreasen
- André Arendse
- John Arnold
- Nathan Ashton

## B
- Ryan Babel
- Chris Baird
- Kevin Ball
- William Banks
- Giles Barnes
- Albert Barrett
- Ricardo Batista
- Peter Beardsley
- Dave Beasant
- Pat Beasley
- Rod Belfitt
- Dimitar Berbatov
- Arthur Berry
- George Best
- Kevin Betsy
- Ian Black
- Luis Boa Morte
- Carlos Bocanegra
- Jérôme Bonnissel
- Hameur Bouazza
- Paul Bracewell
- Matthew Brazier
- Des Bremner
- Bobby Brennan
- Rufus Brevett
- Wayne Bridge
- Matthew Briggs
- Michael Brown
- Wayne Brown
- Malik Buari
- Peter Buchanan
- Christopher Buchtmann
- Jimmy Bullard

## C
- Danny Cadamarteri
- Johnny Campbell
- Richard Carpenter
- Timothy Castagne
- Philippe Christanval
- Lee Clark
- Allan Clarke
- George Cohen
- Andy Cole
- Chris Coleman
- John Collins
- Wayne Collins
- Stan Collymore
- Joe Connor
- Mike Conroy
- Jimmy Conway
- Lee Cook
- James Croal
- Mark Crossley
- Nicholas Cusack

## D
- Olivier Dacourt
- Lauri Dalla Valle
- Gordon Davies
- Simon Davies
- Sean Davis
- Steven Davis
- Luca de la Torre
- Brian Dear
- Ashkan Dejagah
- Mousa Dembélé
- Clint Dempsey
- John Dempsey
- Mahamadou Diarra
- Kagisho Dikgacoi
- Papa Bouba Diop
- Martin Djetou
- Sean Doherty
- Liam Donnelly
- Iain Dowie
- Jaroslav Drobný
- Damien Duff
- Jimmy Dunne
- Terry Dyson

## E
- Ismael Ehui
- Simon Elliott
- David Elm
- Ahmad Elrich
- Urby Emanuelson
- Neil Etheridge
- Dickson Etuhu
- Ray Evans

## F
- Fabrice Fernandes
- Steve Finnan
- Ross Flitney
- Liam Fontaine

## G
- Tony Gale
- Zoltán Gera
- Bjarne Goldbæk
- Alain Goma
- Archibald Gray
- Julian Gray
- Adam Green
- Jonathan Greening
- Ron Greenwood
- Zdeněk Grygera
- Eiður Guðjohnsen

## H
- Marcus Hahnemann
- Rafik Halliche
- Rory Hamill
- Robert Hamilton
- Elvis Hammond
- John Hamsher
- Brede Hangeland
- Jon Harley
- Barry Hayles
- Johnny Haynes
- Steven Hayward
- David Healy
- John Heitinga
- Heiðar Helguson
- Jackie Henderson
- Martín Herrera
- Roberto Herrera
- Ted Hinton
- Jimmy Hogan
- Lewis Holtby
- Jeff Hopkins
- Geoff Horsfield
- Bob Houghton
- Ray Houghton
- Mark Hudson
- Bradley Hudson-Odoi
- Aaron Hughes
- Stephen Hughes
- Thomas Hutchinson

## I
- Junichi Inamoto

## J
- Claus Jensen
- Niclas Jensen
- Bedford Jezzard
- Collins John
- Andrew Johnson
- Andy Johnson
- Eddie Johnson
- Mike Johnson
- Cliff Jones
- Duncan Jupp

## K
- Alexander Kačaniklić
- Gaël Kakuta
- Toni Kallio
- Diomansy Kamara
- François Keller
- Kasey Keller
- Hugh Kelly
- Stephen Kelly
- Zat Knight
- Paul Konchesky
- Shefki Kuqi

## L
- Zakaria Labyad
- Jimmy Langley
- Jan Laštůvka
- Robin Lawler
- Alex Lawless
- Matthew Lawrence
- Dean Leacock
- Graham Leggat
- Sylvain Legwinski
- Dirk Lehmann
- Adrian Leijer
- Benny Lennartsson
- Eddie Lewis
- Kyle Lightbourne
- Jari Litmanen

## M
- Archibald Macaulay
- Steed Malbranque
- Stanislav Manolev
- Steve Marlet
- Kieran McAnespie
- Stephen McAnespie
- Brian McBride
- Jack McClelland
- Colin McCurdy
- Brian McDermott
- Neale McDermott
- Leon McKenzie
- Billy McKinlay
- Andy Melville
- Robert Milsom
- Michael Mison
- Richard Money
- Vincenzo Montella
- Paul Moody
- Bobby Moore
- Simon Morgan
- Peter Møller
- Alan Mullery
- Danny Murphy

## N
- Alan Neilson
- Erik Nevland
- Antti Niemi
- Stuart Noble

## O
- Turlough O'Connor
- Sean O'Driscoll
- Martin O'Neill
- Peter O'Sullivan
- Stefano Okaka
- Leonard Oliver
- Elliot Omozusi
- Frank Osborne
- Abdeslam Ouaddou

## P
- John Paintsil
- Paul Parker
- Tony Parks
- Ian Pearce
- Mark Pembridge
- Paul Peschisolido
- Bobby Petta
- Mladen Petrić
- Gerry Peyton
- Terry Phelan
- Darren Pratley

## Q
- Wilfred Quested
- Franck Queudrue

## R
- Tomasz Radzinski
- Zesh Rehman
- George Reid
- William Richards
- Kieran Richardson
- Karl-Heinz Riedle
- Bjørn Helge Riise
- John Arne Riise
- David Roberts
- Bobby Robson
- Hugo Rodallega
- Liam Rosenior
- Doug Rougvie
- Wayne Routledge
- Bryan Ruiz
- Björn Runström

## S
- Louis Saha
- Nicolas Sahnoun
- John Salako
- Carlos Salcido
- Edwin van der Sar
- Facundo Sava
- Mark Schwarzer
- Ian Selley
- Philippe Senderos
- Ki-Hyeon Seol
- James Sharp
- Nicky Shorey
- Steve Sidwell
- Chris Smalling
- Alexei Smertin
- Jamie Smith
- Neil Smith
- Paul Stalteri
- Richard Stearman
- Alex Steele
- Dejan Stefanović
- Maarten Stekelenburg
- David Stockdale
- Andrejs Stolcers
- Fredrik Stoor
- Peter Storey
- Kit Symons

## T
- Brian Talbot
- Jim Taylor
- Maik Taylor
- Dale Tempest
- Bobby Templeton
- Andranik Teymourian
- David Thomas
- Glyn Thompson
- Anthony Thorpe
- Michael Timlin
- Paul Trollope

## U
- Guus Uhlenbeek

## V
- Moritz Volz

## W
- Mark Walton
- Tony Warner
- Chris Warren
- John Watson
- Callum Willock
- Pierre Womé

## Z
- Gabriel Zakuani
- Bobby Zamora
- Pascal Zuberbühler